# 貿易依存度
貿易依存度（ぼうえきいぞんど）とは経済学用語の一つ。貿易開放度とも呼ぶ。一国において国内総生産（GDP）に対しての輸出輸入額の比率をいう。これの割合は経済規模が小さい国家ほど大きくなっており、それには自国内のみの生産だけでは国家全体に対する需要を満たすことが不可能であることから、国家を運営するためには貿易に頼らざるを得なくなっているためである。現代において貿易依存度は世界各国で高まっており、日本の貿易依存度は、2000年代ならば10%台を推移している状態である。
世界の貿易依存度は1960年代の24%から2000年代後半には60%を超え、世界金融危機の影響で大きく減少したのちに再び上昇している。

## 日本
経済学者の伊藤修は「貿易依存度が低いというのは量的な面でのことであり、資源が乏しく輸入に頼っている日本経済は、質的な意味では貿易依存度は高い」と指摘している。経済学者の竹中平蔵は「日本の貿易依存度の数字が低いにしても、輸出が日本の経済にとって重要であるという事実を鑑みれば、やはり日本は貿易立国だと言える」と指摘している。